# Самараэнерго
«Самараэне́рго»  — российская государственная энергосбытовая компания. Полное наименование — Публичное акционерное общество энергетики и электрификации «Самараэнерго». Штаб-квартира — в Самаре. Основана в 1932 году.

## Собственники и руководство
Учредитель компании — Министерство имущественных отношений Самарской области. Председатель совета директоров компании — Сергей Петрович Масюк, генеральный директор — Олег Александрович Дербенёв.

## Деятельность
Крупнейшая в Самарской области энергосбытовая организация. Клиентами компании являются более 11 тысяч юридических и около 500 тысяч физических лиц. Крупнейшими потребителями являются предприятия химической, нефтехимической, металлургической, автомобильной, строительной и транспортной отраслей промышленности. Всего на территории Самарской области компания имеет 540 тысяч точек поставки электроэнергии по договорам электроснабжения.

## Финансовые показатели
| Период | Выручка, млрд рублей | Операционная прибыль, млрд рублей | Чистая прибыль (убыток), млрд рублей |
| ------ | -------------------- | --------------------------------- | ------------------------------------ |
| 2013   | ▲40,20               | ▲1,44                             | ▼(0,34)                              |
| 2012   | ▲35,86               | ▼1,44                             | ▼(0,24)                              |
| 2011   | ▼37,49               | ▲2,72                             | ▼0,70                                |
| 2010   | ▲37,96               | ▲2,19                             | ▲1,18                                |
| 2009   | ▼27,86               | ▲0,99                             | ▼(1,07)                              |
| 2008   | ▲28,12               | ▲0,96                             | ▼0,07                                |
| 2007   | ▲25,06               | ▼0,25                             | ▲1,23                                |
| 2006   | 21,68                | 0,27                              | (0,26)                               |